# Manuela Mager
Manuela Mager (Dresda, 11 luglio 1962) è un'ex pattinatrice artistica su ghiaccio tedesca, specializzata nel pattinaggio artistico su ghiaccio a coppie.

## Palmarès
Coppie con Uwe Bewersdorf
| Evento                             | 1976–77 | 1977–78 | 1978–79 | 1979–80 |
| ---------------------------------- | ------- | ------- | ------- | ------- |
| Giochi olimpici invernali          |         |         |         | 3°      |
| Campionati mondiali                | 5°      | 2°      |         | 2°      |
| Campionati europei                 | 4°      | 3°      |         | 5°      |
| Campionati della Germania dell'Est | 1°      | 1°      |         | 2°      |
| Prize of Moscow News               | 3°      |         |         |         |